# Benin Golf Air
Benin Golf Air fue una aerolínea con base en Cotonú, Benín. Fue fundada y comenzó a operar en 2002 con vuelos regionales al Oeste de África. Su principal base de operaciones era el Aeropuerto Cadjehoun. Desde 2012 se encuentra inactiva.

## Destinos
Benin Golf Air operaba vuelos regionales desde Cotonú a trece destinos del Oeste de África. Benin Golf Air operaba vuelos a los siguientes destinos regulares internacionales (en septiembre de 2007): Abiyán, Bamako, Bangui, Brazzaville, Conakri, Cotonú, Dakar, Douala, Kinshasa, Libreville, Lomé, Malabo y Pointe-Noire.

## Flota
La flota de Benin Golf Air consistía en los siguientes aviones (a 1 de diciembre de 2010):
- 1 Boeing 737-200 (operado por Global Air (México))

A 21 de diciembre de 2009, la media de edad de la flota de Benin Golf Air es de 30,7 años.